# Вулиця Тарнавського (Львів)
Вулиця Тарна́вського — вулиця у Личаківському та Галицькому районах міста Львова, в місцевості Снопків. Сполучає дві частини вулиці Зеленої (початок від будинків № 28, 30) — нижню та верхню Зелену. Друга серед вулиць Львова за кількістю пам'яток архітектури. На вулиці розташовані 42 будинки-пам'ятки архітектури місцевого значення.
Вулиця складається з двох частин: долішньої та горішньої. Ці частини з'єднані між собою порівняно коротким підйомом-спуском у формі зигзагу і власне завдяки йому вулиця Тарнавського вважається однією з найоригінальніших та найромантичніших вулиць Львова.
Рух вулицею односторонній — від перехрестя з початком вул. Патріарха Любомира Гузара у бік центру (згори донизу) та від 2016 року змінено схему руху транспорту, а саме частина вулиці Тарнавського та вулиця Патріарха Гузара зроблено односторонніми у протилежних напрямках таким чином, щоб вони утворювали своєрідне кільце. 
Прилучаються вулиці: Олександра Архипенка, Патріарха Любомира Гузара, Ольги Басараб.

## Назви
У 1944 році з двох окремих вулиць утворено нову вулицю, завдовжки близько 1,49 км. Її назвали — вулиця Кутузова, на честь російського військового діяча, дипломата, князя, фельдмаршала Михайла Кутузова. Від 1992 року — вулиця Тарнавського, на честь українського полководця, головнокомандувача військами УГА Мирона Тарнавського. До того назви вулиць-попередниць змінювалися неодноразово, переважно у зв'язку зі змінами політичних режимів. 
Ділянка вулиці від будинків № 28, 30 до будинку № 104 на вулиці вулиці Зеленій
- від 1907 року — вулиця Тарновскєґо, на честь державного, політичного, військового діяча Польського королівства, Великого гетьмана коронного гетьмана Яна Тарновського.
- від 1943 року — вулиця Генріх фон Трейчкеґассе, на честь німецького історика, політика, літературного критика, професора, автора п'ятитомного видання «Історії Німеччини у XIX столітті» Генріха фон Трейчке.
- від липня 1944 року — вулиця Тарновського, повернена стара довоєнна назва вулиці.

Ділянка вулиці від будинків № 72, 74 до будинку № 100а на вулиці Тарнавського
- від 1936 року — вулиця Сераковського, на честь діяча польського визвольного руху Зигмунта Сераковського.
- від 1943 року — Арндтштрассе.
- від липня 1944 року — вулиця Сераковського, повернена стара довоєнна назва вулиці.

## Історія
30 липня 2017 року на вулицях вулиця Льва Толстого (нинішня вул. Патріарха Любомира Гузара) і Тарнавського відбулися зйомки одного з епізодів містично-філософського трилера «13-й автобус».

## Забудова
Забудова вулиці Тарнавського — польський конструктивізм 1930-х, двоповерхова барачна 1950-х, п'яти- та дев'ятиповерховий радянський конструктивізм 1960-х років. Переважна більшість будинків на вулиці Тарнавського внесені до Реєстру пам'яток архітектури місцевого значення.

### З непарного боку вулиці
№ 3 — триповерхова чиншова кам'яниця. В будинку мешкав Емануель Августинович де Рошко, польський науковець вірменського походження, професор, вчитель іноземних мов (латинська, грецька, німецька) 3-ї міської гімназії імені Цісаря Франц Йосифа І (від 1919 року — Державна 3-я міська гімназія імені Короля Стефана Баторія) у 1901—1926 роках. Директор приватної жіночої гімназії при жіночому монастирі «Сакре-Кер» у Львові у 1926—1932 роках.
№ 5 — триповерхова чиншова кам'яниця, на першому поверсі якої за радянських часів містився опорний пункт правопорядку. 
№ 9 — триповерхова чиншова кам'яниця. У 1933—1935 роках в будинку містився офіс Львівської спілки польських художників і дизайнерів, до якої належали Софія Альбіновська-Мінкевич, Северин Борачок, Фелікс Вигживальський, Мар'ян Внук, Ерно Ерб, Іван Іванець, Володимир Ласовський, Леопольд Левицький, Людвик Лиллє, Ярослава Музика, Анджей Пронашко, Яніна Райхерт-Тот, Ян Генрик Розен, Магріт Сельська, Казимир Сіхульський, Юзеф Стажинський, Людвік Тирович, Фредерік Тодт. Від 1937 року був головою товариства був Леон Хвістек, а скарбником спілки був Роман Сельський. Також у міжвоєнний період у будинку містилася художня майстерня батику «Поляна». 
№ 11 — триповерхова чиншова кам'яниця. Від 1950-х років тут працювала майстерня з ремонту взуття. 
№ 13 — триповерхова чиншова кам'яниця, споруджена у 1910 році для доктора Володимира Орського. У цьому будинку мешкав український науковець, Доктор біологічних наук, професор, Заслужений діяч науки України, завідувач кафедри ботаніки Львівського державного медичного інституту Григорій Козій. Будинок внесений до Реєстру пам'яток архітектури місцевого значення під охоронним № 1286-м.
№ 15 — триповерхова чиншова кам'яниця. В будинку у 1910-х—1930-х роках мешкав Клаудіуш Філасевич польський науковець, професор, директор львівської художньо-промислової школи (нині — Львівський державний коледж декоративного і ужиткового мистецтва імені Івана Труша). Будинок внесений до Реєстру пам'яток архітектури місцевого значення під охоронним № 1288-м.
№ 17 — триповерхова чиншова кам'яниця. В будинку мешкала Чеслава Буркацька-Куліґовська, польська театральна актриса, солістка, згодом перша танцівниця балетної трупи львівського міського театру (1909—1927). Після виходу на пенсію у 1927 році вона керувала балетною школою у Львові.
№ 25 — триповерхова чиншова кам'яниця, споруджена 1912 року за проєктом Кароля Турковського у стилі пізньої сецесії на спільне замовлення Берти і Освальда Ґлясів та Марії і Рудольфа Рехерів. Будинок внесений до Реєстру пам'яток архітектури місцевого значення під охоронним № 1290-м.
№ 33 — двоповерхова чиншова кам'яниця, споруджена у 1922 році за проєктом архітектора Петра Тарнавецького. Будинок внесений до Реєстру пам'яток архітектури місцевого значення під охоронним № 604-м.
№ 35 — вілла, споруджена у 1922 році за проєктом архітектора Петра Тарнавецького. Будинок внесений до Реєстру пам'яток архітектури місцевого значення під охоронним № 1293-м.
№ 39 — триповерхова чиншова кам'яниця, споруджена 1938 року за проєктом архітектора Марека Ляксера у стилі функціоналізму. Будинок добре вписується у наявну модерністичну забудову вулиці Тарнавського. Будинок внесений до Реєстру пам'яток архітектури місцевого значення під охоронним № 963-м.
№ 43 — чотириповерхова чиншова кам'яниця, споруджена у стилі ар деко у 1925 році за проєктом архітектора Петра Тарнавецького. Будинок внесений до Реєстру пам'яток архітектури місцевого значення під охоронним № 1295-м.
№ 45 — житловий будинок внесений до Реєстру пам'яток архітектури місцевого значення під охоронним № 1296-м.
№ 47 — житловий будинок внесений до Реєстру пам'яток архітектури місцевого значення під охоронним № 964-м.
№ 55 — житловий будинок внесений до Реєстру пам'яток архітектури місцевого значення під охоронним № 965-м.
№ 57 — житловий будинок внесений до Реєстру пам'яток архітектури місцевого значення під охоронним № 966-м.
№ 59 — житловий будинок внесений до Реєстру пам'яток архітектури місцевого значення під охоронним № 967-м.
№ 61 — житловий будинок внесений до Реєстру пам'яток архітектури місцевого значення під охоронним № 968-м.
№ 63 — житловий будинок внесений до Реєстру пам'яток архітектури місцевого значення під охоронним № 969-м.
№ 65 — житловий будинок внесений до Реєстру пам'яток архітектури місцевого значення під охоронним № 970-м.
№ 67 — житловий будинок внесений до Реєстру пам'яток архітектури місцевого значення під охоронним № 971-м.
№ 69 — житловий будинок внесений до Реєстру пам'яток архітектури місцевого значення під охоронним № 1299-м.
№ 71 — вілла, збудована у стилі класицизм за проєктом львівського архітектора Владислава Дердацького, реалізованого Спілкою Дердацького і Мінкевича у 1913—1922 роках. Будинок внесений до Реєстру пам'яток архітектури місцевого значення під охоронним № 1300-м.
№ 75 — колись житловий будинок, а нині в будівлі міститься приватний готель «Вілла Станіславський». Будинок внесений до Реєстру пам'яток архітектури місцевого значення під охоронним № 1303-м.
№ 79 — житловий будинок внесений до Реєстру пам'яток архітектури місцевого значення під охоронним № 1617-м.
№ 85 — житловий будинок внесений до Реєстру пам'яток архітектури місцевого значення під охоронним № 1306-м.
№ 89 — житловий будинок внесений до Реєстру пам'яток архітектури місцевого значення під охоронним № 972-м.
№ 91 — житловий будинок внесений до Реєстру пам'яток архітектури місцевого значення під охоронним № 973-м.
№ 99 — житловий будинок внесений до Реєстру пам'яток архітектури місцевого значення під охоронним № 1308-м.
№ 101 — житловий будинок внесений до Реєстру пам'яток архітектури місцевого значення під охоронним № 2213-м.
№ 107 — За цією адресою у 2000 році було відкрито природничий коледж Львівського національного університету імені Івана Франка. Крім коледжу в будівлі розташовані кафедри: оптоелектроніки та інформаційних технологій, сенсорної та напівпровідникової електроніки, радіофізики та комп'ютерних технологій, оптоелектроніки та інформаційних технологій факультету електроніки та комп'ютерних технологій Львівського національного університету імені Івана Франка.
№ 109 — За Польщі тут була цегельня Арона Нахта. На місці цегельні у 1960-х роках споруджено декілька стандартних п'ятиповерхових житлових будинків, серед них й гуртожиток Музичної академії. За радянських часів у гуртожитку працював прокатний пункт. Нині одне з приміщень гуртожитку орендує стоматологічна клініка Олександра Драганчука.

### З парного боку вулиці
№ 2, 4, 6, 8 — комплекс триповерхових чиншових кам'яниць, споруджений у 1910—1911 роках за проєктом архітектора Петра Тарнавецького для члена міської ради, різник і кам'яничника Міхала Деметера. Багате сецесійне оздоблення збереглося на фасаді подвійної кам'яниці під № 6, 8 — маскарони роботи скульптора Якуба Рисяка, мереживні металеві балюстради, кольорові майолікові плитки, химерні консолі карнизу, над якими височіє невелика стрімка вежа. В будинку № 6 у 1908—1914 роках мешкав видатний польський математик, професор Львівського університету Вацлав Серпінський, а в будинку № 8 у 1922—1943 роках разом з родиною мешкав польський мікробіолог, професор Варшавського медичного університету Генрик Мейсель. Будинок № 8 внесений до Реєстру пам'яток архітектури місцевого значення під охоронним № 1284-м. Між першим і другим поверхами цього будинку збереглася металева інформаційна табличка, яка сповіщає, що спорудженням будинків керував архітектор Петро Тарнавецький.
№ 10 — триповерховий житловий будинок.
№ 12 — житловий будинок внесений до Реєстру пам'яток архітектури місцевого значення під охоронним № 1285-м.
№ 14 — житловий будинок. У 1930-х роках в будинку мешкав чільний діяч Юнацтва ОУН Микола Лебідь, згодом український політик, один із лідерів ОУН—УПА. Перший начальник Служби безпеки ОУН (1940—1941). Організатор замаху на міністра внутрішніх справ Польщі Броніслава Пєрацького у 1934 році. Будинок внесений до Реєстру пам'яток архітектури місцевого значення під охоронним № 1286-м.
№ 16 — житловий будинок внесений до Реєстру пам'яток архітектури місцевого значення під охоронним № № 1289-м.
№ 18 — у цьому будинку мешкав доктор права, радник крайового суду Северин Берсон.
№ 26 — триповерхова кам'яниця львівського архітектора Петра Тарнавецького, споруджена за власним проєктом у 1911—1912 роках в стилі раціональної сецесії з необароковими елементами. Тут, протягом 1912—1932 років, також містилося проєктне бюро архітектора. У травні 1914 року Тарнавецький звернувся з проханням про подальше заселення трьох помешкань в підвалах у зв'язку з їх осушенням, що задовільнили у липні того ж року. Після 1932 року власником будинку був Станіслав Дейхес. У 1980-х роках художники Валерій Гнатенко та Володимир Богуславський розписали хрестове склепіння вестибюлю, а Юрій Родзевич на замовлення клубу авіаторів зробив розпис у підвальному приміщенні, де тоді розташовувався цей клуб. Будинок внесений до Реєстру пам'яток архітектури місцевого значення під охоронним № 1291-м.
№ 30 — житловий будинок внесений до Реєстру пам'яток архітектури місцевого значення під охоронним № 1292-м.
№ 32 — до 1914 року в будинку мешкав відомий польський історик, військовик, політик Мар'ян Кукєл.
№ 38 — кам'яниця збудована у 1930 році за проєктом архітектора Тадеуша Врубеля. Фасад будинку оздоблений вставками в техніці сграффіто та барельєфами з зображеннями персонажів давньогрецької міфології — богинь Флори, Помони та Діани. Пам'ятка архітектури місцевого значення під охоронним № 1294-м.
№ 46 — житловий будинок внесений до Реєстру пам'яток архітектури місцевого значення під охоронним № 2212-м.
№ 48 — шестиповерховий житловий будинок бізнес класу, споруджений будівельною компанією «Будінвест» та зданий в експлуатацію 2016 року.
№ 54 — кам'яниця Феліції Рильської, збудована у 1913 році за проєктом львівського архітектора Яна Новорити. В аттику вміщено барельєф «Битва гладіаторів» авторства Якуба Рисяка. Будинок внесений до Реєстру пам'яток архітектури місцевого значення під охоронним № 1297-м.
№ 68 — житловий триповерховий будинок, що на початку ХХ століття перебував у власності судді Александера Білінського та його дружини Марії. У 1912—1926 роках тут винаймав помешкання польський науковець Бенедикт Фулінський. У 1912 році він одружився зі Стефанією Гаузер, дочкою відомого польського історика Леопольда Гаузера. Молода сім'я, де зростали четверо синів та донька до 1926 року мешкала у цьому будинку. Саме для дітей у 1926 році і збудували нову триповерхову віллу на вулиці Тарновського, 82. У міжвоєнний період в будинку містилася редакція часопису «Природа і техніка» (редактор Леон Лепкі). 
№ 72 — триповерховий житловий будинок, внесений до Реєстру пам'яток архітектури місцевого значення під охоронним № 1301-м.
№ 74 — житловий будинок внесений до Реєстру пам'яток архітектури місцевого значення під охоронним № 1302-м.
№ 74а — від 2017 року тут працює міжнародна школа медичної косметології «Mediocris». Заснована Софією Грицак. Програма занять у школі побудована згідно з міжнародними стандартами та вимогами надання освіти в галузі естетичної медицини.
№ 80 — триповерховий житловий будинок, внесений до Реєстру пам'яток архітектури місцевого значення під охоронним № 1304-м.
№ 82 — триповерхова вілла, споруджена у 1926 році у необароковому стилі за проєктом архітектора Вавжинця Дайчака для Бенедикта Фулінського, польського науковця, доцента, а згодом професора зоології Львівської політехніки. Тут Бенедикт Фулінський мешкав разом з сім'єю. Нижня частина була просторою двоповерховою квартирою для сім'ї, а верхню — здавали в оренду. У 1930—1941 роках орендарем помешкання на третьому поверсі був професор Львівського університету Леон Хвістек, де мешкав з дружиною Ольгою та донькою Аліною. Після від'їзду Леона Хвістека у помешканні на третьому поверсі знайшов притулок професор Львівського університету Гуго Штейнгауз з дружиною та матір'ю. У травні 1942 року в будинку на Тарновського з'явився новий мешканець — польський авіатор Мечислав Бородей, що згодом очолив військову розвідку Львівської округи Армії Крайової. На першому поверсі вілли Фулінських розташовувався його штаб. У вересні 1944 року на віллі з'явився новий нелегальний мешканець — серб Драган Сотирович, офіцер югославської армії, четник, який долучився до армії Крайової. У 1946 році Фулінські продали свою віллу і з останнім ешелоном викладачів Львівської Політехніки виїхали до Польщі. У віллу, вже на тогочасній вулиці Кутузова, заселилися нові власники. За радянського часу, у 1950-х роках віллу розділили на п'ять квартир, а там, де колись мешкав Леон Хвістек, мешканці тримали кіз. У 1990-х роках на горищі вілли сталася пожежа. Ліквідація її наслідків закінчилася перебудовою даху з боку Тарнавського. Будинок внесений до Реєстру пам'яток архітектури місцевого значення під охоронним № 1305-м.
№ 86 — житловий будинок внесений до Реєстру пам'яток архітектури місцевого значення під охоронним № 1307-м.
№ 88 — житловий будинок.
№ 90 — житловий будинок, власницею якого у 1930-х роках була Софія Басдген.
№ 100 — за радянських часів в будинку містився дитячий садок, нині тут працюють ДЮСШ № 9 (плавання, спортивне орієнтування) та № 10 (легка атлетика, дзюдо). 5 березня 2021 року ДЮСШ № 10 присвоєне ім'я Дмитра Оббаріуса і тепер — КЗ «ДЮСШ імені Дмитра Оббаріуса». Нещодавно львівській ДЮСШ № 9 присвоєне ім'я уславленого львівського олімпійця Георгія Прокопенка. Також одне з приміщень займає відділення кур'єрської пошти «Експресіум».
№ 100а — 17 листопада 1964 року у будинку був відкритий дошкільний навчальний заклад ясла-садок № 41 «Ластівка», розрахований на 87 дітей, котрий працює й донині.
№ 104 — житловий будинок з наріжною цибулястою банею, збудований у 1924 році для архітектора Адольфа Піллера за його власним проєктом. У 1930-х роках тут мешкав Михайло Лазорко, український кооперативний і громадський діяч, керівник кооперативу «Народна торгівля». Нині у підвальному приміщенні міститься салон краси «Модена». Будинок внесений до Реєстру пам'яток архітектури місцевого значення під охоронним № 1309-м.
№ 104б — житловий будинок, перший поверх якого від 1960-х років займали магазини «Продукти» та «Меблі». У 2015 році тут працювали крамниці «Зелене око», «Два кроки від дому», кав'ярня-пекарня «Братванка». Станом на червень 2022 року на першому поверсі будинку містяться крамниці «Чарка до свята» (алкогольні напої), «Чистенько» (побутова хімія), аптечна крамниця мережі «ЗІ» та крамниця мережі «Близенько» (продукти), а також працює квест-кімната «Genius Quest».
№ 106 — за цією адресою знаходиться каплиця парафії Покрову Пресвятої Богородиці Галицького деканату Львівської архієпархії УГКЦ.
№ 106а — у 1975 році за цією адресою збудовано гуртожиток на 500 місць для Львівського технікуму легкої промисловості. Нині у цьому приміщенні діють — фітнес-центр «Санте», бар-паб «Ассоль».
№ 118 — у радянські часи, на торцевій стіні житлового будинку знаходилася велика мозаїка із зображенням дітей, що танцюють, що нині закрита теплоізоляційними плитами. В цьому будинку певний час мешкало подружжя Ігоря та Ірини Калинців, які у власному помешканні видавали самвидавний літературно-громадський альманах «Євшан-зілля».

## Галерея

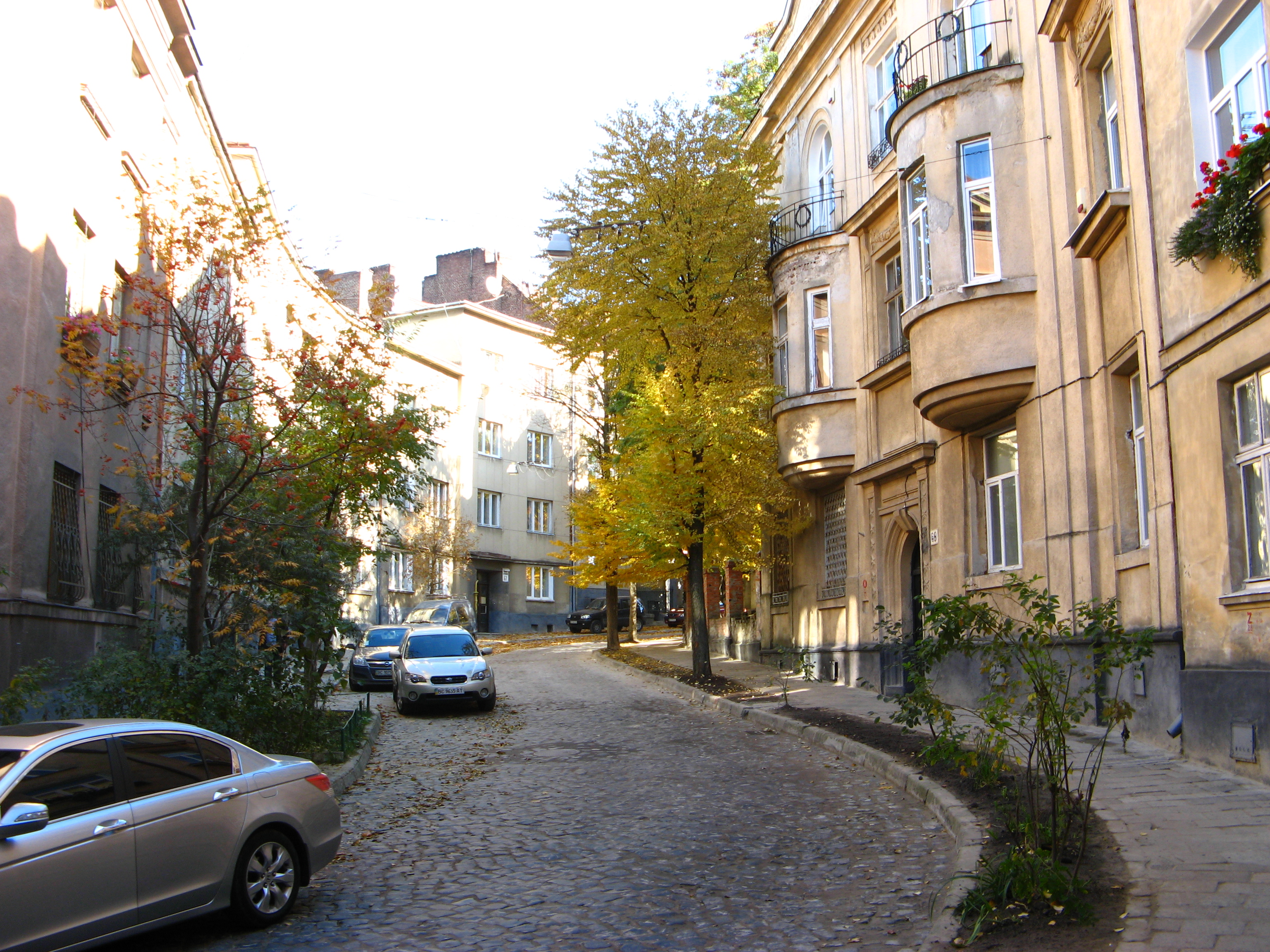
Середня частина вулиці — «зиґзаґ»
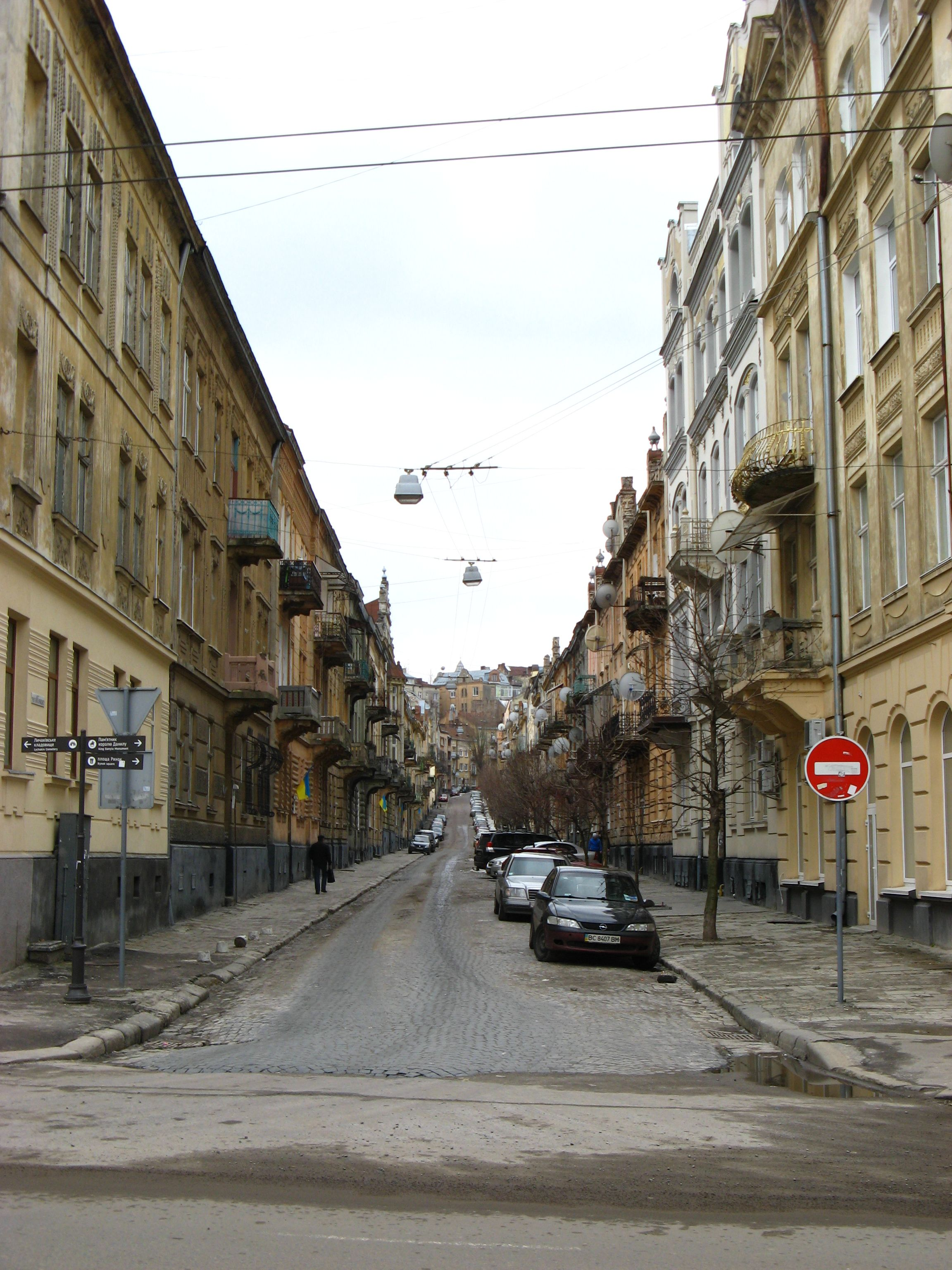
Початок вулиці (долішня частина)
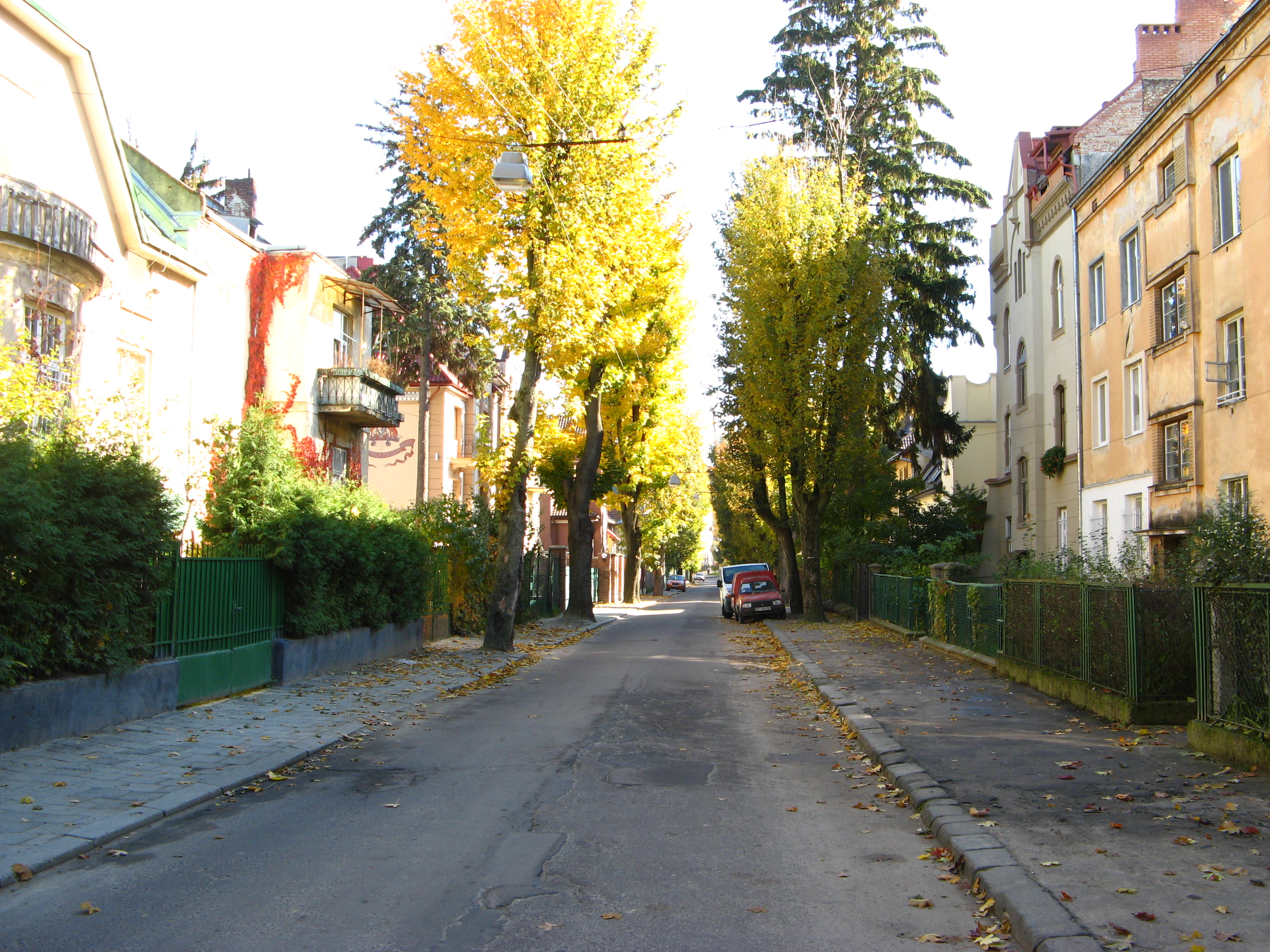
Горішня частина вулиці

## Відомі мешканці
- Матвій Ганапольський — відомий український та російський журналіст, театральний режисер, радіоведучий, телеведучий, письменник-фантаст.
- Ігор Калинець — український поет і прозаїк, Почесний доктор Львівського національного університету імені Івана Франка.
- Ірина Калинець — українська письменниця, поетеса, активістка українського національного і правозахисного руху, філолог.
- Олександр Кривенко — український журналіст.
- Соня Сотник — українська радіоведуча, співачка, конферансьє.
- Брейтбург Кім — радянський і російсько-український музичний продюсер, аранжувальник і композитор, звукорежисер, вокаліст.
- Михайло Фрідман - російський олігарх банкір і засновник "Альфа групп".